# Шембеть (река)
Шембеть — река в России, протекает в Арбажском районе Кировской области. Устье реки находится в 9,4 км по левому берегу реки Боковая. Длина реки составляет 41 км, площадь водосборного бассейна 197 км².
Исток реки находится в лесах к западу от деревни Большие Волки (Сорвижское сельское поселение). Генеральное направление течения — северо-запад, затем юго-запад. в среднем течении протекает село Шембеть, центр Шембетского сельского поселения. Притоки — Скоревка, Щербаковка (правые); Щенщиха (левый). Заключительные километры течёт параллельно Боковой на расстоянии 1-2 км от неё, пока не впадает в неё у деревни Пишнур. Ширина реки незадолго до устья составляет 10 метров.

## Данные водного реестра
По данным государственного водного реестра России относится к Камскому бассейновому округу, водохозяйственный участок реки — Вятка от города Котельнич до водомерного поста посёлка городского типа Аркуль, речной подбассейн реки — Вятка. Речной бассейн реки — Кама.
По данным геоинформационной системы водохозяйственного районирования территории РФ, подготовленной Федеральным агентством водных ресурсов:
- Код водного объекта в государственном водном реестре — 10010300412111100036863
- Код по гидрологической изученности (ГИ) — 111103686
- Код бассейна — 10.01.03.004
- Номер тома по ГИ — 11
- Выпуск по ГИ — 1